# Surachandra Singh
Surachandra Singh (Imphal, ... – Imphal, 1891) è stato un principe indiano.
È stato Raja di Manipur dal 1886 al 1890.

## Biografia
Figlio primogenito del raja Chandrakirti Singh, ascese al trono di Manipur alla morte del padre nel 1886. Mentre era ancora in vita, il raja Chandrakirti informò il governo indiano che il suo primogenito Surchandra doveva essere riconosciuto dai britannici come suo successore.
L'agente politico britannico voleva che la garanzia riguardo alla successione fosse estesa anche al figlio di Surchandra. Ma il Maharaja desiderava che, dopo Surchandra, come da tradizione seguita a Manipur, dovessero succedergli i fratelli.
La dichiarazione pubblica fatta dal governo indiano durante la vita del padre fu resa applicabile anche nel suo caso. In base a questo impegno, il governo britannico era tenuto a punire chiunque cercasse di detronizzare Surchandra.
Durante il regno di Surchandra, ci furono tre rivolte: una di Borachaoba, il primogenito del Maharaja Nara Singh, e due di Wangkheirakpa e Jogendro Singh.
Durante il regno di Surchandra vi furono in tutto tre rivolte: una guidata da Borachaoba, figlio primogenito del maharaja Nara Singh, e Fu detronizzato nel 1890 da una quarta rivolta guidata da suo fratello Kulachandra Singh, desideroso di prendere il potere al suo posto. Morì nel 1891.